# 新亚速斯克市镇
新亚速斯克市级市镇（烏克蘭語：Новоазовська міська громада）是乌克兰顿涅茨克州卡利米烏斯凱區的市镇，行政中心为新亚速斯克。

## 居民点
该市镇包括一个城市（新亚速斯克）、两个镇（謝多韋）和34个村庄。